# Convocazioni alla NORCECA Champions Cup maschile 2019
Elenco dei giocatori convocati per la NORCECA Champions Cup 2019.

## Canada
| N° | Nome              | Ruolo | Data di nascita  | Squadra           |
| -- | ----------------- | ----- | ---------------- | ----------------- |
| -  | Ryan Marsden      | All   |                  | -                 |
| 1  | Jared Jarvis      | S     | 22 dicembre 1995 | -                 |
| 4  | Kevin LeBreux     | C     | 18 agosto 1998   | Waterloo          |
| 5  | Daenan Gyimah     | C     | 16 gennaio 1998  | UC Los Angeles    |
| 6  | Ryley Barnes      | S     | 11 ottobre 1993  | Padova            |
| 10 | Casey Schouten    | O     | 29 marzo 1994    | Netzhoppers       |
| 12 | Craig Ireland     | S     | 22 ottobre 1996  | McMaster          |
| 13 | Byron Keturakis   | P     | 11 gennaio 1996  | Narbonne          |
| 14 | Eric Loeppky      | S     | 1º agosto 1998   | Trinity Western   |
| 15 | Jeremy Davies     | L     | 1º maggio 1994   | Perungan Pojat    |
| 20 | Derek Epp         | P     | 15 giugno 1998   | Trinity Western   |
| 21 | Jordan McConkey   | C     | 23 maggio 1994   | -                 |
| 22 | Blake Scheerhoorn | O     | 6 gennaio 1995   | Nantes            |
| 23 | Danny Demyanenko  | C     | 13 luglio 1994   | Spacer's Toulouse |
| 24 | Brandon Koppers   | S     | 9 settembre 1995 | ZAKSA             |

## Cuba
| N° | Nome               | Ruolo | Data di nascita  | Squadra          |
| -- | ------------------ | ----- | ---------------- | ---------------- |
| -  | Nicolás Vives      | All   | 24 aprile 1970   | -                |
| 2  | Osniel Melgarejo   | S     | 18 dicembre 1997 | Obras Sanitarias |
| 3  | Marlon Yant        | S     | 23 maggio 2001   | Villa Clara      |
| 5  | Javier Concepción  | C     | 27 dicembre 1997 | Ciudad Habana    |
| 7  | Yonder García      | L     | 26 febbraio 1993 | Ciudad Habana    |
| 9  | Liván Osoria       | C     | 5 febbraio 1994  | Ciudad           |
| 11 | Liván Taboada      | P     | 4 ottobre 1998   | Ciudad Habana    |
| 12 | Jesús Herrera      | O     | 4 aprile 1995    | Obras Sanitarias |
| 13 | Robertlandy Simón  | C     | 11 giugno 1987   | Lube             |
| 14 | Adrián Goide       | P     | 26 giugno 1998   | Gigantes del Sur |
| 15 | Yohan León         | S     | 24 gennaio 1995  | Camagüey         |
| 17 | Roamy Alonso       | C     | 24 luglio 1997   | Matanzas         |
| 18 | Miguel Ángel López | S     | 25 marzo 1997    | Gigantes del Sur |

## Porto Rico
| N° | Nome             | Ruolo | Data di nascita  | Squadra                  |
| -- | ---------------- | ----- | ---------------- | ------------------------ |
| -  | Oswald Antonetti | All   | 20 luglio 1977   | -                        |
| 1  | Iván Fernández   | C     | 27 ottobre 1997  | Cafeteros de Yauco       |
| 4  | Dennis Del Valle | L     | 27 gennaio 1989  | Caribes de San Sebastián |
| 5  | Pedro Nieves     | C     | 29 giugno 1993   | Caribes de San Sebastián |
| 8  | Roque Nido       | P     | 8 dicembre 1999  | NJIT                     |
| 9  | Pedro Molina     | S     | 7 aprile 1999    | Cafeteros de Yauco       |
| 14 | Pelegrín Vargas  | S     | 31 luglio 1998   | Purdue Fort Wayne        |
| 19 | Óscar Fiorentino | P     | 5 febbraio 1997  | Barton                   |
| 20 | Adrián Iglesias  | S     | 14 febbraio 1998 | Barton                   |
| 21 | Josué Rivera     | S     | 14 aprile 1992   | Cafeteros de Yauco       |
| 22 | Gabriel García   | O     | 8 gennaio 1999   | Brigham Young            |

## Stati Uniti
| N° | Nome              | Ruolo | Data di nascita  | Squadra             |
| -- | ----------------- | ----- | ---------------- | ------------------- |
| -  | Matthew Werle     | All   | 1º luglio 1987   | Grand Canyon        |
| 1  | Joshua Ayzenberg  | L     | 3 luglio 1996    | Maccabi Tel Aviv    |
| 2  | John Hatch        | S     | 12 febbraio 1996 | Al-Ahly Doha        |
| 3  | Garrett Zolg      | P     | 23 agosto 1998   | Loyola Chicago      |
| 4  | Corey Chavers     | S     | 17 gennaio 1997  | UC Santa Barbara    |
| 5  | Cody Kessel       | S     | 3 dicembre 1991  | Lüneburg            |
| 6  | Matthew Yoshimoto | P     | 4 marzo 1997     | Lewis               |
| 7  | Nicholas Amado    | C     | 25 gennaio 1995  | CSU Long Beach      |
| 8  | Gregory Petty     | S     | 5 giugno 1993    | Paris               |
| 9  | Michael Wexter    | O     | 4 luglio 1997    | Pepperdine          |
| 10 | Blake Leeson      | C     | 7 giugno 1995    | Team LVC            |
| 11 | Ryan Moss         | O     | 4 settembre 1996 | Southern California |
| 12 | David Wieczorek   | S     | 3 gennaio 1996   | Pepperdine          |
| 13 | Matthew August    | C     | 21 gennaio 1997  | OC Stunners         |
| 14 | Patrick Gasman    | C     | 2 gennaio 1997   | Hawaii              |